# Тихонов, Александр Васильевич
Алекса́ндр Васи́льевич Ти́хонов (21 октября 1939, Сатанов, Хмельницкая область, УССР, СССР — 8 октября 2021) — советский и российский социолог, один из основателей социологии управления в России, автор теории управляемости спонтанных социальных процессов. Кандидат философских наук, доктор социологических наук, профессор, Почётный доктор Института социологии РАН. Руководитель Центра социологии управления и социальных технологий Института социологии РАН, член редколлегии «Социологического журнала», первый федеральный вице-президент Российского общества социологов (РОС) по координации научно-исследовательских проектов, руководитель Исследовательского комитета РОС «Социология управления и организаций», член Правления «Сообщества профессиональных социологов».

## Биография
Родился 21 октября 1939 года в городе Сатанов, Хмельницкой области.
С 1963 года занимался исследовательской деятельностью по социологической проблематике, сначала в качестве сотрудника межинститутской социологической лаборатории, а затем с 1969 года в качестве начальника отдела промышленной социологии в производственном объединении «Татнефть». Социологическое подразделение, созданное Тихоновым в «Татнефть» работает до сих пор.
В 1973 году в Казанском государственном университете имени В. И. Ульянова-Ленина защитил диссертацию на соискание учёной степени кандидата философских наук по теме «Содержание и организация труда как специфические факторы в процессе формирования отношения к труду: (На материалах нефтяной промышленности Татарии)» (специальность 09.00.02 — теория научного социализма и коммунизма)
С 1974 году работал заведующим Проблемной научно-исследовательской лаборатории при Высшей профсоюзной школе культуры.
В период с 1967 по 1992 был заведующим кафедрой социологии управления Российской академии управления, совмещая эту должность с работой администратора:
- заместитель председателя Ленинградского городского исполкома по социальной политике;
- вице-мэр Санкт-Петербурга.

С 1992 занимал пост проректора Санкт-Петербургского государственного университета (СПбГУ), а затем работал директором Социологического института РАН в Санкт-Петербурге.
В 2000 году в Социологическом институте РАН защитил диссертацию на соискание учёной степени доктора социологических наук по теме «Теоретико-методологические основы социологии управления как отраслевой научной дисциплины» (специальность 22.00.08 — «Социология управления»). В 2002 года присвоено учёное звание профессора.
С 2005 работал в Институте социологии РАН (Москва), руководил Центром социологии управления и социальных технологий.

## Профессиональная деятельность
Тихонов Александр Васильевич автор теории управляемости спонтанных социальных процессов, синкретического механизма, властно-управленческой регуляции, концепция социо-культурной персонифицированной модели управления, метод установления социальных фактов в условиях «сдвига проблем».
В 1970-х годах принял участие в исследовании член-корреспондента Н. И. Лапина «Социальная организация промышленного предприятия» и в панельном исследовании «Человек и его работа» В. А. Ядова.
Тихонов А. В. являлся одним из организаторов подготовки и проведения III Всероссийского социологического Конгресса (октябрь 2008 г.).
Руководил Центром социологии управления и социальных технологий ИС РАН с 2005 года. В 2009 году при Центре открылась Лаборатория, где в экспериментальном порядке разрабатываются методы интерактивного исследования процесса формирования в стране национальной инновационной системы (исследования проводятся в рамках программы Президиума РАН).
Автор более 120 работ по методологии и методам социологических исследований, по социологии управления, организаций, труда и культуры. Ведёт преподавательскую работу, руководит подготовкой аспирантов и докторантов.
Руководитель исследовательских проектов:
- Фрагментация и интеграция социологического знания (грант РФФИ)
- Методологическая организация исследований в предметной области социологии управления с перспективой расширения на другие социологические дисциплины (грант РФФИ)
- Социология управления: методология, методы, исследования (РФФИ) (2009—2009)
- Обобщение и систематизация методологических подходов и результатов эмпирических исследований в предметной области социологии управления (РФФИ) (2009—2011)
- Социология управления: теоретико-прикладной толковый словарь (РГНФ) (2010—2012)
- Сопоставление методологических подходов и результатов эмпирических исследований в области управления в экономических и социологических дисциплинах: кумулятивная стратегия (грант РФФИ) (2013—2014)
- Процесс модернизации отечественной системы управления: институциональный и теоретико-эмпирический анализ сложившихся тенденций и прогноз их развития (2014—2014)
- Социология управления: Теоретико-прикладной толковый словарь (РГНФ) (2014—2014)
- Социологический мониторинг процессов модернизации и реформирования системы управления в современной России от федерального уровня до местного самоуправления (2014—2016)
- Всероссийская конференция "Диагностика власти и управления: коммуникативные механизмы и «двойные стандарты» (РГНФ) (2015—2015)
- Гражданская экспертиза проблемы реформирования властно-управленческой вертикали в контексте процессов социокультурной модернизации регионов: от мониторинга состояний до прогнозного проектирования (РНФ) (2015—2017)
- Академический проект: управляемость процессов социального группообразования в регионах с разным уровнем социокультурной модернизации и поддержка населением стратегии развития РФ до 2024 года (РНФ) (2019—2021)

## Членство в научных организациях
- Первый федеральный вице-президент Российского общества социологов (РОС) по координации научно-исследовательских проектов
- Руководитель Исследовательского комитета Российского общества социологов «Социология управления и организаций»
- Член Правления Сообщества профессиональных социологов (СОПСО)

## Награды и премии
Серебряная медаль имени Питирима Сорокина (ИС РАН)
Золотая медаль Российского общества социологов

## Научные труды
С работами А. В. Тихонова можно ознакомиться на официальном сайте Института социологии РАН (ко многим работам есть полный текст).

### Монографии
- Тихонов А. В. Социология управления в структуре управления социологического знания и в практике управления // Социология управления: фундаментальное и прикладное знание. / Отв. ред. А. В. Тихонов. — М.: «Канон+» РООИ «Ребилитация», 2014. ISBN 978-5-88373-375-7
- Социология управления. Издание 2-е, доп, и перераб./ А. В. Тихонов. М.: «Канон+» РООИ «Реабилитация», 2007. — 472 с. ISBN 978-5-88373-153-1
- Tikhonov A. V. The Russian Way of Modernization and a Choice of Strategy for Theoretical and Applied Studies of Forth Coming Problems// Russian Sociology on the Move / Ed. by V. A. Mansurov. — Moscow: RSS, 2010. ISBN 978-5-904804-01-5

### Статьи
- Тихонов А. В. Опыт социолого-культурологического исследования проблем реформирования властно-управленческой вертикали // Вестник Института социологии, 2014. № 10.
- Тихонов А. В. Философские основания проблемы управления // Философские науки, 2013. № Спец. вып.
- Тихонов А. В. Круглый стол «Медиация как социокультурная категория» // Философские науки, 2013. № 11-12.
- Тихонов А. В., Богданов В. С., Мерзляков А. А. Дистанционное обучение: опыт интеграции образовательного и научно-исследовательского процессов // Социология образования. 2013. № 6.
- Тихонов А. В. Круглый стол «Медиация как социокультурная категория» // Философские науки, 2013. № 11.
- Акимкин Е. М., Богданов В. С., Тихонов А. В. Наукограды в кризисной ситуации (по материалам интерактивного исследования) // ИНАБ № 2 — 2012. . — М.: Институт социологии РАН, 2012. — 45 с. — URL: http://www.isras.ru/inab_2012_02.html (недоступная+ссылка).
- Богданов В. С., Тихонов А. В. Конкурентоспособность отечественных ИТ-компаний (по материалам интерактивного исследования)// ИНАБ № 1 — 2012. . — М.: Институт социологии РАН, 2012. — 53 с. — URL: http://www.isras.ru/inab_2012_01 (недоступная+ссылка).
- Атаян И. М., Тихонов А. В. Социальный эксперимент в нефтегазовой отрасли // ИНАБ № 3 — 2012. — М.: Институт социологии РАН, 2012. — 116 с. — Официальный сайт Института социологии РАН. — URL: http://www.isras.ru/inab_2012_03.html (недоступная+ссылка).
- Тихонов А. В. От социологии менеджмента к социологии управления // Социологические исследования, 2011. № 2.
- Рабинович Е. И., Тихонов А. В. Толковый словарь по социологии управления. Методологическое основание разработки // Вестник Института социологии, 2011. № 2.
- Тихонов А. В. (рецензируются книги: Кравченко С. А. Словарь новейшей социологической лексики: теории, понятия, персоналии (с английскими эквивалентами). М.: МГИМО-Университет, 2011.
- Тихонов А. В. Отечественная социология: проблемы выхода из состояния преднауки и перспективы её развития // Социологические исследования, 2011. № 6.
- Тихонов А. В. Социология управления: технологии управленческой практики и проблемы исследовательских процедур // Формирование и развитие социально-технологической культуры специалиста / Под ред. проф. В. П. Бабинцева. — Белгород: КОНСТАНТА, 2010. — 296 с.
- Тихонов А. В., Устинкин С. В. Международное молодёжное сотрудничество в контексте внешнеполитических приоритетов РФ // Власть, 2010. № 5.

### Доклады на всероссийских научных конференциях
- Тихонов А. В. Социология управления от конгресса к конгрессу: актуальные проблемы. // Социология и общество: глобальные вызовы и региональное развитие : Материалы IV Очередного Всероссийского социологического конгресса / РОС, ИС РАН, АН РБ, ИСППИ. — М.: РОС, 2012. — 1 CD ROM. ISBN 978-5-904804-06-0
- Тихонов А. В. Основные направления развития отечественной социологии управления как фундаментальной и прикладной научной дисциплины: пилотный проект ИС РАН-РОС Материалы Всероссийской конференции «Управление и общество: назревшие проблемы» (Москва, 1-2 ноября февраля 2011 г.). — М.: Институт социологии РАН, 2011. ISBN 978-5-89697-203-7
- Тихонов А. В. Социальное обоснование стратегий городского, регионального и корпоративного развития: проблемы и методы исследования/ Материалы Х Дридзевских чтений / Редколлегия: А. В. Тихонов отв. ред., Е. М. Акимкин, Ю. Е. Дуберман, Е. И. Рабинович, В. А. Шилова. — М.: ИС РАН, 2010.
- Тихонов А. В. К обоснованию программы сетевого мета-проекта "Готовность отечественной системы управления к решению задач модернизации и экономического развития // Социальное обоснование стратегий городского, регионального и корпоративного развития: проблемы и методы исследования / Материалы Х Дридзевских чтений / Редколлегия: А. В. Тихонов отв. ред., Е. М. Акимкин, Ю. Е. Дуберман, Е. И. Рабинович, В. А. Шилова. — М.: ИС РАН, 2010.
- Тихонов А. В. Социология управления как объект методологического анализа (на материалах исследования диссертаций по специальности 22.00.08) // Социальное обоснование стратегий городского, регионального и корпоративного развития: проблемы и методы исследования / Материалы Х Дридзевских чтений / Редколлегия: А. В. Тихонов отв. ред., Е. М. Акимкин, Ю. Е. Дуберман, Е. И. Рабинович, В. А. Шилова. — М.: ИС РАН, 2010.